# Dwayne Roloson
Albert Dwayne Roloson (* 12. října 1969, Simcoe, Ontario, Kanada) je bývalý kanadský hokejový brankář, který v severoamerické lize NHL odchytal přes 600 utkání.

## Kariéra

### Počátky v NHL
Na Massachusettské univerzitě v Lowellu byl nominovaný na Hobey Baker Memorial Award a byl nominován do NCAA All-American Teamu. Přes tyto úspěchy nebyl nikdy draftován týmem NHL. V roce 1994 podepsal jako volný hráč smlouvu s klubem NHL Calgary Flames. Poté střídal tým Calgary s jejich farmářským týmem Saint John Flames hrajícím v nižší severoamerické lize AHL. V roce 1998 podepsal jako volný hráč s Buffalem Sabres, aby dělal záložního brankáře Dominiku Haškovi. Po dvou letech u Sabres byl Roloson vybrán v rozšiřovacím draftu NHL v roce 2000 Columbusem Blue Jackets. Poté, ale podepsal smlouvu s týmem AHL Worcesterem IceCats.

### Minnesota Wild
Roloson se rozhodl ještě jednou zkusit prorazit v NHL a v roce 2001 podepsal smlouvu s Minnesotou Wild. V Minnesotě se stal prvním brankářem a společně s Mannym Fernandezem dovedl Wild v sezóně 2002–03 do playoff. V prvním kole porazili Colorado Avalanche a ve druhém Vancouver Canucks. I přes to, že v tehdejší sezóně se o zápasy dělil pravidelně s Fernandezem, tak byl ve 34 letech poprvé zvolen do Utkání hvězd NHL 2004 a po sezóně vyhrál Roger Crozier Saving Grace Award za nejvyšší procento chycených střel.
Během výluky NHL v sezóně 2004–05 hrál v SM-liize za Lukko Raumu.

### Edmonton Oilers
8. března 2006 byl Roloson vyměněn do Edmontonu Oilers za výběr v prvním kole vstupního draftu NHL 2006, který později Minnesota vyměnila do Los Angeles Kings, kteří si v draftu vybrali útočníka Trevora Lewise. Zpočátku byl generální manažer Oilers Kevin Lowe tvrdě kritizován v médiích za to, že za stárnoucího brankáře Rolosona pustil první kolo draftu diviznímu soupeři.
Kritiku postupně umlčely kvalitní výkony Rolosona, který v playoff pomohl Oilers až do finále Stanley Cupu a spolu s Chrisem Prongerem byl považován za favorita na Conn Smythe Trophy v případě že Edmonton vyhraje Stanley Cup, ale během prvního zápasu finále proti Carolině Hurricanes utrpěl zranění kolene, když na něj spadl spoluhráč Marc-André Bergeron, kterého strčil carolinský Andrew Ladd. Po zápase trenér Oilers Craig MacTavish oznámil, že Roloson nebude moci pokračovat v dalších zápasech finále. Výsledkem těchto událostí bylo to, že brankář Ty Conklin, který v prvním zápase finále Rolosona nahradil v zápase společně se spoluhráči prohrál a v dalších zápasech playoff jej nahradil švédský brankář Jussi Markkanen. Oilers nakonec s Hurricanes prohráli v sedmi zápasech. Po měsících intenzívní rehabilitace se Roloson stihl uzdravit do začátku sezóny 2006–07. Roloson podepsal 1. července 2006 smlouvu na další tři roky.
Na mistrovství světa 2007 byl členem kanadského národního týmu, se kterým vyhrál zlatou medaili po vítězství 4:2 nad Finskem ve finále.
Sezónu 2007–08 začal Roloson bez formy a na začátku ledna se stal jedničkou týmu Mathieu Garon. 13. března 2008 se Garon zranil a tak dostal možnost opět Roloson. Na počátku sezóny 2008–09 byl v Edmontonu přetlak na pozici brankářů. Kromě Rolosona byl u týmu Mathieu Garon a mladý Jeff Deslauriers. Zpočátku se zdálo, že prvním brankářem bude Garon, ale po špatných výkonech se rozhodl trenér MacTavish, že bude všechny tři brankáře pravidelně střídat. Nakonec se tým zbavil Garona, kterého vyměnili do Pittsburghu Penguins. Poté se Roloson stal týmovou jedničkou, chytal 36 zápasů po sobě a stal se nejstarším brankářem, který odchytal více než 60 zápasů v jedné sezóně.
Pouze pár dní po posledním zápase sezóny Rolosona společně s jeho spoluhráčem Shawnem Horcoffem pozval trenér kanadského národního týmu do reprezentace pro mistrovství světa a chytal ve finále, ve kterém prohráli s Ruskem 1:2.

### New York Islanders
1. července 2009 se stal Roloson po odmítnutí jednoleté smlouvy na 3 miliony dolarů (asi 60 miliónů Kč) volným hráčem bez omezení. Roloson podepsal dvouletou smlouvu na 5 miliónů USD (asi 100 miliónů kč) s New York Islanders. Islanders také podepsali smlouvu s Martinem Bironem, který měl v týmu zastávat pozici záložního brankáře Rolosona v době, kdy byl Rick DiPietro zraněný. Roloson nakonec v sezóně 2009–10 odchytal 50 zápasů.

### Tampa Bay Lightning
1. ledna 2011 byl Roloson vyměněn do Tampy Bay Lightning za obránce Tye Wisharta. První zápas za Tampu Bay vyhrál s týmem 1:0 v prodloužení a proti Washingtonu Capitals, tak vychytal čisté konto. Nicméně další den proti Pittsburghu Penguins obdržel v prvních deseti minutách 3 góly a byl vystřídán Danem Ellisem. Ve druhé třetině se sice vrátil do zápasu, ale na začátku třetí třetiny byl po dalších dvou obdržených gólech opět vystřídán a zápas skončil porážkou 1:8. Ve svých prvních 11 zápasech za Lightning vychytal 4 čistá konta.

## Individuální úspěchy
- Hockey East 1. All-Star Team – 1993–94
- Hockey East Player of the Year – 1993–94
- Hockey East Tournament MVP – 1993–94
- NCAA East 1. All-American Team – 1993–94
- Nejužitečnější hráč Nové Anglie (NCAA) – 1993–94
- Aldege "Baz" Bastien Memorial Award – 2000–01
- AHL 1. All-Star Team – 2000–01
- NHL All-Star Game – 2004
- Roger Crozier Saving Grace Award – 2003–04

## Týmové úspěchy
- Bronzová medaile na MS – 1995
- Clarence S. Campbell Bowl – 2005–06
- Zlatá medaile na MS – 2007
- Stříbrná medaile na MS – 2009

## Rekordy
Klubový rekord Worcester IceCats
- Procento úspěšnosti zákroků za sezonu (.929)

## Statistiky

### Základní část
| Sezóna       | Tým                 | Liga         | Z   | V   | P   | R  | PvP | MIN    | OG   | ČK | POG  | %ChS |
| ------------ | ------------------- | ------------ | --- | --- | --- | -- | --- | ------ | ---- | -- | ---- | ---- |
| 1990–91      | UMass-Lowell        | HE           | 15  | 5   | 9   | 0  | –   | 823    | 63   | 0  | 4.59 | n/a  |
| 1991–92      | UMass-Lowell        | HE           | 12  | 3   | 8   | 0  | –   | 660    | 52   | 0  | 4.73 | n/a  |
| 1992–93      | UMass-Lowell        | HE           | 39  | 20  | 17  | 2  | –   | 2342   | 150  | 0  | 3.84 | n/a  |
| 1993–94      | UMass-Lowell        | HE           | 40  | 23  | 10  | 7  | –   | 2305   | 106  | 0  | 2.76 | n/a  |
| 1994–95      | Saint John Flames   | AHL          | 46  | 16  | 21  | 8  | –   | 2734   | 156  | 1  | 3.42 | .900 |
| 1995–96      | Saint John Flames   | AHL          | 67  | 33  | 22  | 11 | –   | 4026   | 190  | 1  | 2.83 | .905 |
| 1996–97      | Saint John Flames   | AHL          | 8   | 6   | 2   | 0  | –   | 481    | 22   | 1  | 2.75 | .910 |
| 1996–97      | Calgary Flames      | NHL          | 31  | 9   | 14  | 3  | –   | 1618   | 78   | 0  | 2.89 | .897 |
| 1997–98      | Saint John Flames   | AHL          | 4   | 3   | 0   | 1  | –   | 245    | 8    | 0  | 1.96 | .939 |
| 1997–98      | Calgary Flames      | NHL          | 39  | 11  | 16  | 8  | –   | 2205   | 110  | 0  | 2.89 | .897 |
| 1998–99      | Rochester Americans | AHL          | 2   | 2   | 0   | 0  | –   | 120    | 4    | 0  | 2.00 | .922 |
| 1998–99      | Buffalo Sabres      | NHL          | 18  | 6   | 8   | 2  | –   | 911    | 42   | 1  | 2.77 | .909 |
| 1999–00      | Buffalo Sabres      | NHL          | 14  | 1   | 7   | 3  | –   | 677    | 32   | 0  | 2.84 | .884 |
| 2000–01      | Worcester IceCats   | AHL          | 52  | 32  | 15  | 5  | –   | 3127   | 113  | 6  | 2.17 | .929 |
| 2001–02      | Minnesota Wild      | NHL          | 45  | 14  | 20  | 7  | –   | 2506   | 112  | 5  | 2.68 | .901 |
| 2002–03      | Minnesota Wild      | NHL          | 50  | 23  | 16  | 8  | –   | 2945   | 98   | 4  | 2.00 | .927 |
| 2003–04      | Minnesota Wild      | NHL          | 48  | 19  | 18  | 11 | –   | 2847   | 89   | 5  | 1.88 | .933 |
| 2004–05      | Lukko Rauma         | SM-l         | 34  | 20  | 10  | 4  | –   | 2048   | 70   | 4  | 2.05 | .931 |
| 2005–06      | Minnesota Wild      | NHL          | 24  | 6   | 17  | –  | 1   | 1361   | 68   | 1  | 3.00 | .910 |
| 2005–06      | Edmonton Oilers     | NHL          | 19  | 8   | 7   | –  | 5   | 1163   | 47   | 1  | 2.42 | .905 |
| 2006–07      | Edmonton Oilers     | NHL          | 68  | 27  | 34  | –  | 6   | 3931   | 180  | 4  | 2.75 | .909 |
| 2007–08      | Edmonton Oilers     | NHL          | 43  | 15  | 17  | –  | 5   | 2340   | 119  | 0  | 3.05 | .901 |
| 2008–09      | Edmonton Oilers     | NHL          | 63  | 28  | 24  | –  | 9   | 3597   | 166  | 1  | 2.77 | .915 |
| 2009–10      | New York Islanders  | NHL          | 50  | 23  | 18  | –  | 7   | 2897   | 145  | 1  | 3.00 | .907 |
| 2010–11      | New York Islanders  | NHL          | 20  | 6   | 13  | –  | 1   | 1206   | 53   | 0  | 2.64 | .916 |
| 2010–11      | Tampa Bay Lightning | NHL          | 34  | 18  | 12  | –  | 4   | 1993   | 85   | 4  | 2.56 | .912 |
| 2011–12      | Tampa Bay Lightning | NHL          | 40  | 13  | 16  | –  | 3   | 2099   | 128  | 1  | 3.66 | .886 |
| Celkem v NHL | Celkem v NHL        | Celkem v NHL | 606 | 227 | 257 | 42 | 40  | 34,297 | 1552 | 33 | 2.72 | .908 |
| Celkem v AHL | Celkem v AHL        | Celkem v AHL | 92  | 60  | 25  | –  | –   | 10733  | 493  | 9  | 2.76 | .911 |

### Playoff
| Sezóna       | Tým                 | Liga         | Z  | V  | P  | MIN  | OG  | ČK | POG  | %ChS |
| ------------ | ------------------- | ------------ | -- | -- | -- | ---- | --- | -- | ---- | ---- |
| 1994–95      | Saint John Flames   | AHL          | 5  | 1  | 4  | 299  | 13  | 0  | 2.60 | .897 |
| 1995–96      | Saint John Flames   | AHL          | 16 | 10 | 6  | 1027 | 49  | 1  | 2.86 | .908 |
| 1998–99      | Buffalo Sabres      | NHL          | 4  | 1  | 1  | 139  | 10  | 0  | 4.31 | .870 |
| 2000–01      | Worcester IceCats   | AHL          | 11 | 6  | 5  | 697  | 23  | 1  | 1.97 | .931 |
| 2002–03      | Minnesota Wild      | NHL          | 11 | 5  | 6  | 578  | 25  | 0  | 2.59 | .903 |
| 2004–05      | Lukko Rauma         | Fin          | 9  | 4  | 5  | 512  | 18  | 2  | 2.10 | .941 |
| 2005–06      | Edmonton Oilers     | NHL          | 18 | 12 | 5  | 1159 | 45  | 1  | 2.33 | .927 |
| 2010–11      | Tampa Bay Lightning | NHL          | 17 | 10 | 6  | 982  | 41  | 1  | 2.51 | .924 |
| Celkem v NHL | Celkem v NHL        | Celkem v NHL | 50 | 28 | 18 | 2860 | 121 | 2  | 2.54 | .918 |
| Celkem v AHL | Celkem v AHL        | Celkem v AHL | 32 | 17 | 15 | 2022 | 85  | 2  | 2.52 | ?    |

### Reprezentace
| Rok                       | Tým                       | Soutěž                    | Z | V | P | R | MIN | OG | ČK | POG  | %ChS |
| ------------------------- | ------------------------- | ------------------------- | - | - | - | - | --- | -- | -- | ---- | ---- |
| 1995                      | Kanada                    | MS                        | – | – | – | – | –   | –  | –  | –    | –    |
| 2007                      | Kanada                    | MS                        | 4 | 4 | 0 | 0 | 240 | 10 | 0  | 2.50 | .911 |
| 2009                      | Kanada                    | MS                        | 5 | 3 | 2 | 0 | 304 | 11 | 0  | 2.17 | .930 |
| Seniorská kariéra celkově | Seniorská kariéra celkově | Seniorská kariéra celkově | 9 | 7 | 2 | 0 | 544 | 21 | 0  | 2.32 | .922 |